# اوبهاوزن
اوبهاوزن (به آلمانی: Obhausen) یک شهر در آلمان است که در زالهکرایس واقع شده‌است. اوبهاوزن ۲٬۴۵۷ نفر جمعیت دارد.

## خواهرخوانده
شهر اگنشتاین-لوپولدسهافن خواهرخواندهٔ اوبهاوزن هست.